# مبنى أولد مين في جامعة أريزونا
مبنى أۆلد مێن في جامعة أريزونا (بالإنگليزية: Old Main)، والذي أُنشئ كـكلية الزراعة أولًا، هو أول مبنى شُيِّد في حرم جامعة أريزونا توسان, أريزونا، الولايات المتحدة. هذا المبنى يُعتبر من أقدم المباني التعليمية الصامدة في غربي الولايات المتحدة. وُضعت على السجل الوطني للأماكن التاريخية في عام 1972.
صمم المبنى من قبل المهندس المعماري من مدينة فينكس جيمس ملر كريتون وتم البدأ في بنائه في 27 أكتوبر 1887. نفذت الميزانية التي بلغ قدرها 37,696 دولارًا قبل الانتهاء من بناء سقف المبنى. عندما علِم مسؤولي الجامعة أن القروض الفدرالية مُتاحة للمدارس الزراعية، قاموا بتغيير اسم المبنى من «مدرسة المناجم» إلى «مدرسة الزراعة». سمح التمويل الفدرالي بافتتاح المبنى وفعلًا افتتح وكان أول صف دراسي فيه بتاريخ 1 أكتوبر 1891. أۆلد مێن، الذي كان حينها المبنى الوحيد في الجامعة، احتوى على الصفوف الدراسية، مكتبة، مكاتب، وغرف سكن للطلاب. قام ستة من معلمي الجامعة بتدريس 32 طالبًا في عام 1891.

## مكتبة الصور

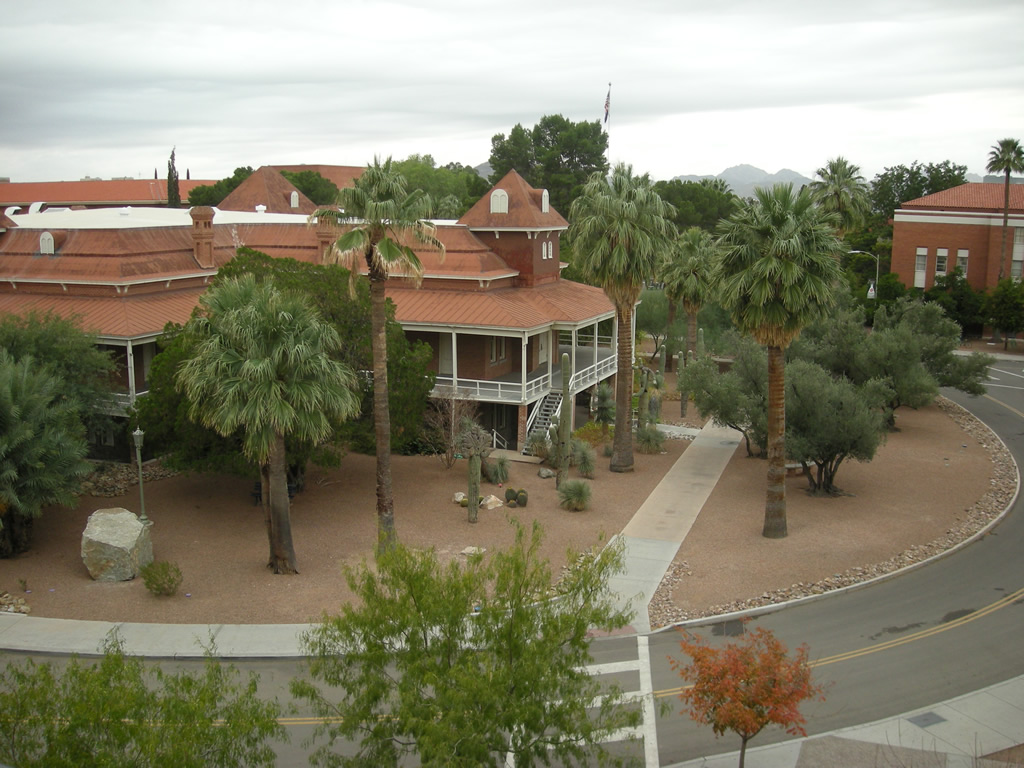
مبنى المبنى من الشمال الشرقي والزرع المحيط به، 2008
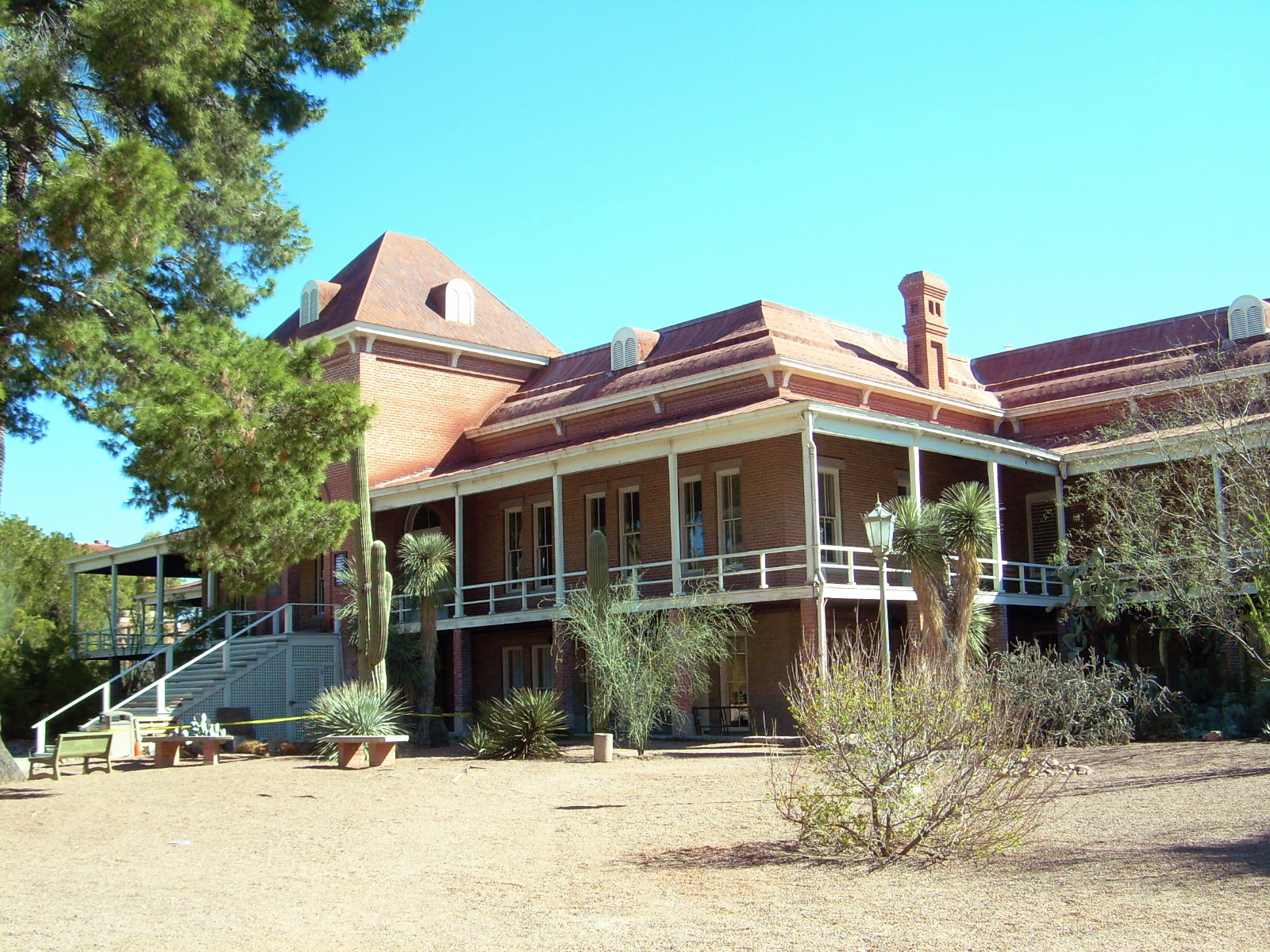
منظر المبنى من الجنوب الشرقي

## وصلات خارجية
- Historic American Buildings Surveyقالب:HABS

‌